# Томай (Сежана)
Томай (словен. Tomaj) — поселення в общині Сежана, Регіон Обално-крашка, Словенія. Висота над рівнем моря: 362 м.